# John Harris (critico)
John Harris (Wilmslow, 1969) è un giornalista, scrittore e critico musicale inglese.

## Biografia

### Primi anni
Harris, figlio di un docente universitario in ingegneria nucleare e di una insegnante, è cresciuto a Wilmslow nel nord Cheshire e fin da piccolo si appassionò alla musica pop. Ha frequentato la Wilmslow High School (allo stesso tempo dei Doves), andando a Loreto College di Manchester. Cercò poi iscriversi al corso storia moderna presso il Keble College di Oxford, ma venne respinto in fase di colloquio. Studiò poi "filosofia, politica ed economia" per tre anni al Queen's College di Oxford fra il 1989 e il 1992.

### Carriera
Nel 1991, Harris cominciò a scrivere per Melody Maker, mentre, tra il 1993 e l'estate del 1995, per il New Musical Express; nel 1995, Harris fu nominato direttore della rivista Select, dopo aver collaborato un breve periodo con Q.
Nel 1995, Harris ha ripreso la sua carriera come scrittore freelance, scrivendo di musica pop, di politica e di altri temi: i suoi articoli sono apparsi su Q, Mojo, Rolling Stone, The Independent, New Statesman, The Times e The Guardian.
Oltre a scrivere, Harris compare spesso in programmi televisivi relativi alla musica pop dei primi anni ottanta, oltre ad essere un commentatore regolare nel programma Newsnight della BBC2.

## Opere
- The Last Party: Britpop, Blair and the Demise of English Rock, 2003
- So Now Who Do We Vote For?, 2005
- The Dark Side Of The Moon: The Making Of The Pink Floyd Masterpiece